# ゼネラル・エレクトリック CF6

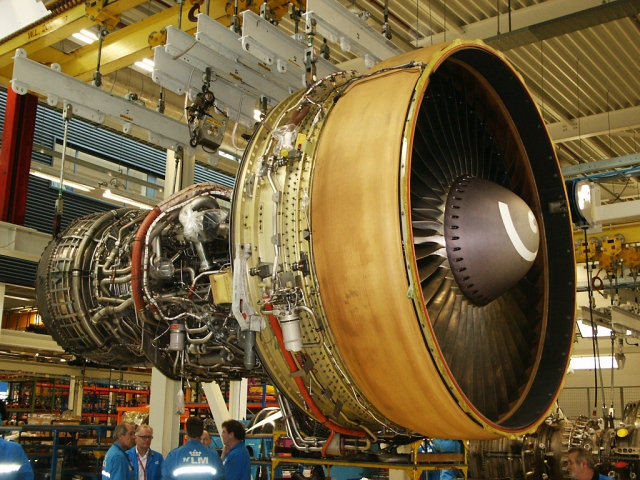
ゼネラル・エレクトリック CF6

CF6（アメリカ軍識別符号：F103）は、アメリカ合衆国のゼネラル・エレクトリック（現GE・アビエーション）が開発した航空機用高バイパス比ターボファンエンジンである。原型となったのはアメリカ空軍のC-5大型輸送機用に開発されたTF39 ターボファンエンジンで、世界初の実用高出力・高バイパス比エンジンであった。現在では軍用・民間を問わず様々な航空機に使用されている。また、後継機としてGEnxエンジンが開発された。

## 歴史
1964年にアメリカ空軍は次世代戦略輸送機を開発する「CX-X計画」を開始し、1965年にロッキードの機体とゼネラル・エレクトリックのエンジンを採用することが決定した。
高バイパスターボファンエンジンは性能を大きく飛躍させ、燃費を25%改善しつつ43,000lb（約19.5t）の推力を生み出した。TF39のバイパス比は8で、圧縮比は25、また、高度な冷却システムによって1,370℃というタービン温度を達成した。TF39の初号機は1965年に試運転し、1968年-1971年にかけて463基が生産されてC-5Aに搭載された。
TF39は民間用にCF6として提案され、すぐにイースタン航空向けに売込んでいたロッキード L-1011とマクドネル・ダグラス DC-10が関心を示した。L-1011は結局ロールス・ロイス RB211を採用してCF6の最大のライバルを作ることになったが、DC-10はCF6を採用して1971年に初飛行し、市場で成功を収めた。さらにCF6はボーイング747のエンジン選択肢の一つに選ばれた（ちなみに、747はCF6誕生のきっかけとなったCX-X計画でロッキードに敗れた開発資源を民間に転用したものである）。それ以来、CF6はエアバスA300、A310、A330やボーイング767、マクドネル・ダグラス MD-11などに採用されている。
日本においては多くの民間航空機に搭載されている他、航空自衛隊の日本国政府専用機（初代）やE-767早期警戒管制機、KC-767空中給油機、C-2輸送機　に採用されている。

## 種類

### TF39
TF39は、1960年代において革新的なエンジンだった。推力は41,000–43,000 lbf (182.4–191.3 kN)である。以下に示す新技術が投入された。
- 1½ 段ファンブレード、初段のファンが低圧圧縮を兼ねる（TF39が唯一の採用例）
- バイパス比：8
- 可変式静翼を圧縮器に採用
- タービンに先進的な冷却方法を採用
- 当時最良の燃料消費率
- カスケード式逆推力装置

機械的にTF39はそれまでになかった高バイパス比のターボファンエンジンである。それまでは初段のファンブレードには吸気案内翼が外部バイパス部にありコアブースターステージがファンローターの前にあった。
TF39の構造は次のサイトにある→ （外部リンク）

### CF6-6

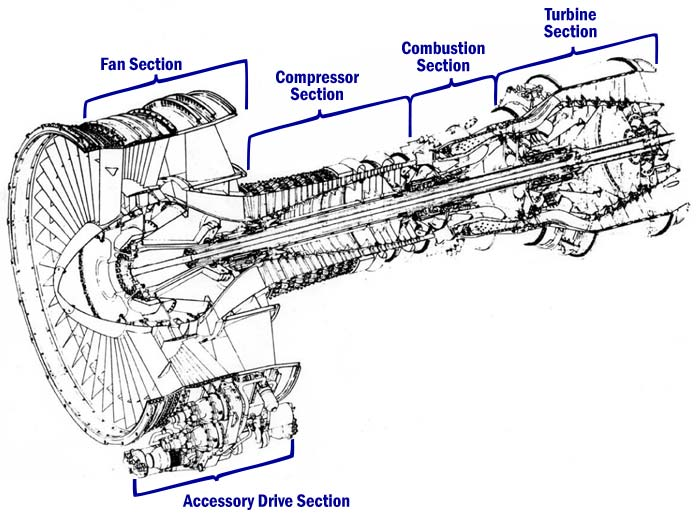
FAAによるCF6-6の断面図

CF6-6は、民用のTF39として開発され、DC-10に最初に搭載された。最初期型のCF6であり、単段のファンとコアブースター段を5段の低圧タービンで駆動、16段の高圧軸流圧縮機を2段の高圧タービンで駆動する形式で、燃焼器はアニュラー式で排気を分割する。86.4 in (2.19 m)径のファンによって1,300 lb/s (590 kg/s)の推力を生み出し、バイパス比は5.72に達する。圧縮比は24.3である。最大離陸重量時の静止推力は40,000 lbf (178 kN)である。

### CF6-50/45
CF6-50 シリーズは、推力が46,000–54,000 lbf (205–240 kN)の高バイパス比エンジンである。産業・船舶用にLM2500 ガスタービンエンジンとして開発された。1969年に長距離型DC-10用エンジンの後継として開発が開始された。
1969年、エアバスA300に採用され、1971年、エールフランスがローンチカスタマーになった。1975年にはKLMが最初のCF6-50搭載ボーイング747の発注を行った。CF6 ファミリーはこれを機にCF6-80へと発展する。
1980年には全日本空輸のボーイング747SR専用として推力を落としたCF6-45がファミリーに加わった。

### CF6-80
CF6-80は、推力が48,000–75,000 lbf (214–334 kN)である。CF6-50 シリーズの成功を受けて更に改良した。高圧圧縮機は14段である。
767に搭載されたCF6-80C2B6Fの高圧タービンに起因する故障を受け、FAAは一定時間使用したCF6-80の使用に注意を勧告している。
-80シリーズには3種類がある。

#### CF6-80A
CF6-80Aは、推力が48,000–50,000 lbf (214–222 kN)で、ボーイング767とエアバスA310に搭載されている。このエンジンを搭載した767は1982年に、A310は1983年に就航した。また、ETOPSに認定されている。
CF6-80A/A1のファンの直径は86.4 in (2.19 m)で、空気流量は1,435 lb/s (651 kg/s)で圧縮比は28.0、バイパス比は4.66である。静止時における推力は48,000 lbf (214 kN)である。基本的な機械的構成は-50 シリーズと同様である。

#### CF6-80C2

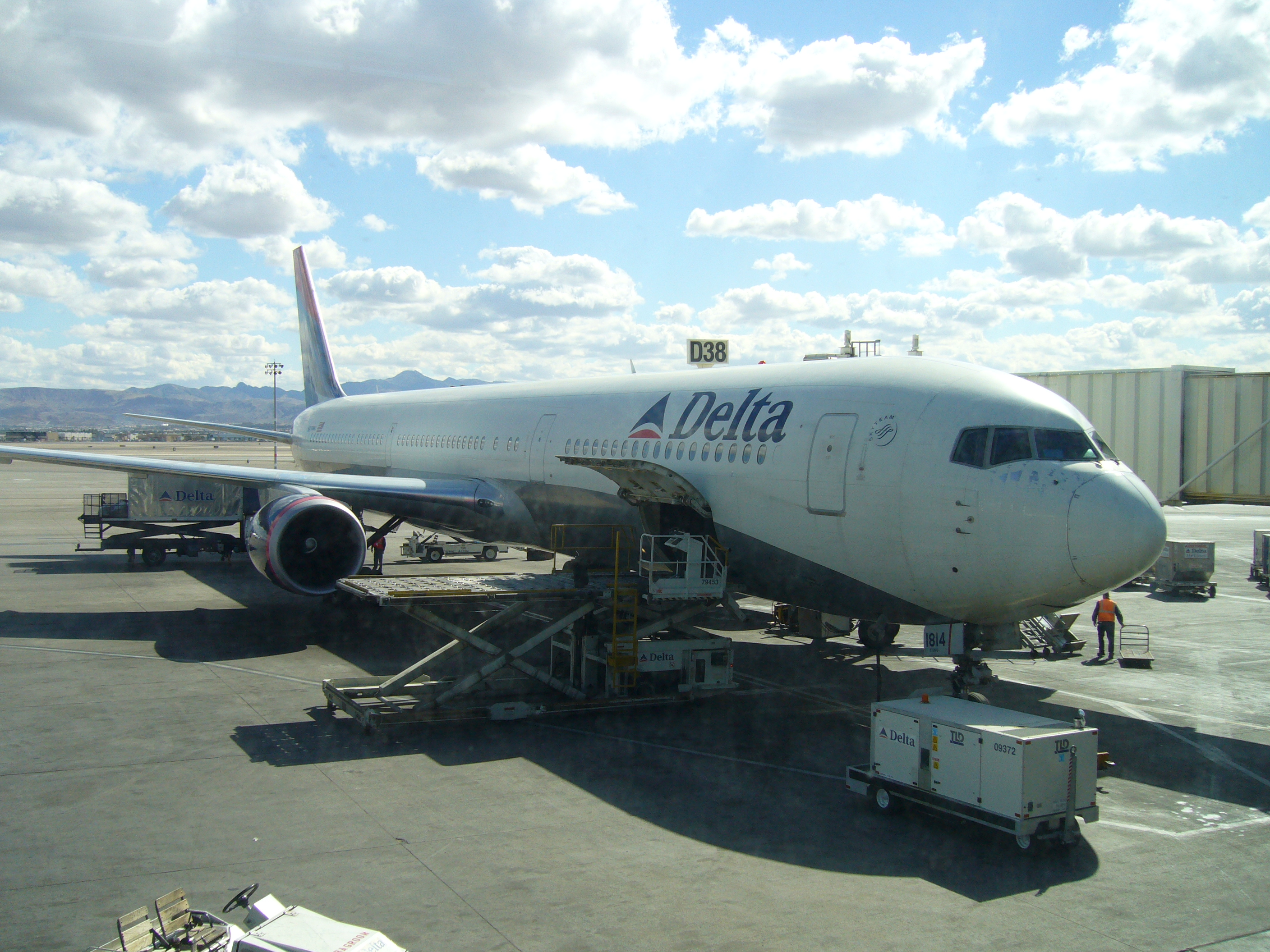
CF6-80C2を搭載したデルタ航空のボーイング767

CF6-80C2は、1985年10月から運用開始された。推力は52,500–63,500 lbf (234–282 kN)である。燃料消費率が同水準の推力のエンジンと比較して向上している。
CF6-80C2は、同一のハードウェアでエンジン制御部の"Rated Plug"を交換することで最大推力が16段階に調節でき、その用途の広さからこのエンジンは幅広い分野で使用されている。
CF6-80C2-A1は、ファン径が93 in (2.36 m)で空気流量は1,750 lb/s (794 kg/s)である。圧縮比は30.4でバイパス比は5.15である。静止時の推力は59,000 lbf (262 kN)である。-80Aに比べると、高圧圧縮機に特設ステージが1段、低圧タービンには第5段目が追加されている。
CF6-80C2は現在、ボーイング747やMD-11の様なワイドボディ機に搭載されている。CF6-80C2はエアバスA300、A310、ボーイング767向けにETOPS-180の認可を受けている。また、アメリカ空軍のC-5M スーパーギャラクシー、航空自衛隊のC-2にも搭載されている。

#### CF6-80E1
CF6-80E1は、エアバスA330用に特別に開発された。推力は67,500–72,000 lbf (300–320 kN)である。CF6-80E1A2のファン径は96 in (2.44 m)である。空気流量は1,925 lb/s (873.2 kg/s)で圧縮比は32.6、バイパス比は5.3である。

#### 他の派生型
産業用と船舶用に開発されたCF6-80C2は、LM6000 シリーズと称し、高速船舶や艦船に搭載される。
LM2500とLM5000は圧縮器の端から軸出力を取り出している。LM6000は低圧圧縮器をCF6-50から流用している。

### CF6-32
CF6-32は、ボーイング757向けにCF6-80の出力を減らしたものである。実際には採用されなかった。

### 比較
| 仕様                           | CF6-6                      | CF6-50                                                               | CF6-80A                            | CF6-80C2 | CF6-80E1                        |
| ------------------------------ | -------------------------- | -------------------------------------------------------------------- | ---------------------------------- | --- | ------------------------------- |
| ファン/圧縮機の段数            | ファン1段/低圧1段/高圧16段 | ファン1段/低圧3段/高圧14段                                           | ファン1段/低圧3段/高圧14段         | ファン1段/低圧4段/高圧14段 | ファン1段/低圧3段/高圧14段      |
| 低圧タービン/ 高圧タービン段数 | 5/2                        | 4/2                                                                  | 4/2                                | 5/2 | 5/2                             |
| 最大直径（インチ）             | 105                        | 105                                                                  | 105                                | 106 | 114                             |
| 全長（インチ）                 | 188                        | 183                                                                  | 167                                | 168 | 168                             |
| 乾燥重量（lbs）                | 8,176-8,966                | 8,966-9,047                                                          | 8,760-8,776                        | 9,480-9,860 | 11,225                          |
| 搭載機                         | DC-10-10                   | エアバスA300B DC-10-15/-30 KC-10 ボーイング747-200 747-300 E-4 YC-14 | エアバスA310-200 ボーイング767-200 | エアバスA300-600/R/F A310-200/-300 ボーイング767-200/200ER 767-300/-300ER 767-400ER E-767/KC-767 747-300 747-400/-400ER MD-11 C-5M スーパーギャラクシー 川崎 C-2 | エアバスA330-200/-300 A330 MRTT |
| 最大出力時における 燃料消費率  | 0.35                       | 0.368-0.385                                                          | 0.355-0.357                        | 0.307-0.344 | 0.332-0.345                     |
| 海面高度での 最大出力（lbf）   | 41,500                     | 51,000-54,000                                                        | 48,000-50,000                      | 52,500-63,500 | 67,500-72,000                   |
| 最大出力時における 総圧縮比    | 25-25.5                    | 29.2-31.1                                                            | 27.3-28.4                          | 27.1-31.8 | 32.4-34.8                       |
| バイパス比                     | 5.76-5.92/5.89             | 4.24-4.4                                                             | 4.59-4.66                          | 5-5.31 | 5-5.1                           |

## 採用機
- TF39
  - ロッキード C-5A/B/C ギャラクシー
- CF6-6
  - マクダネル・ダグラス DC-10-10
- CF6-50
  - マクダネル・ダグラス DC-10-30
    - KC-10 エクステンダー

  - ボーイング747
    - -200
    - -300
    - E-4B ナイトウォッチ

  - エアバスA300
  - YC-14
- CF6-45
  - ボーイング 747SR-100
- CF6-80
  - ボーイング747
    - -400
      - -400F
      - -400ER/-400ERF
      - -400D（JAL・ANA国内線機材）

    - 軍用派生型機
      - VC-25（エアフォースワン/-200）, -200系列で唯一のCF6-80搭載機
      - 日本国政府専用機（-400）
      - AL-1A（-400）

  - ボーイング 767
    - E-10
    - E-767
    - KC-767

  - ロッキード C-5M Super Galaxy
  - マクドネル・ダグラス MD-11
  - マクドネル・ダグラス MD-12（実現せず）
  - エアバスA300-600
    - A300-600ST ベルーガ

  - エアバスA310
    - A310 MRTT

  - エアバスA330
    - A330 MRTT
      - KC-45（採用されず）

  - 川崎 C-2